# José Marmelo e Silva
José Marmelo e Silva (Covilhã, Paul, 7 de Maio de 1911 - Espinho, Espinho, 11 de Outubro de 1991) foi um escritor português.

## Biografia
José Antunes Marmelo e Silva nasceu no Paul, Beira Baixa, a 7 de Maio de 1911.
Estudou no seminário do Fundão e em escolas secundárias da Covilhã e de Castelo Branco. Frequentou as universidades de Coimbra e Lisboa, concluindo na Faculdade de Letras desta a licenciatura em Filologia Clássica, onde apresenta  uma tese: "Um sonho de paz bimilenário: a poesia de Virgílio". Presta Serviço Militar  em Mafra e na Madeira. Fixa residência em Espinho, onde integra a direcção do Colégio São Luís, até 1960. Ingressa no ensino oficial onde lecciona até 1982, ano da sua reforma. Morre a 11 de Outubro de 1991, em Espinho.
Agraciado com a medalha de ouro desta cidade (1987) e com o grau de Comendador da Ordem do Mérito pela Presidência da República a 4 de Fevereiro de 1989. O seu nome foi atribuído à nova Biblioteca Municipal de Espinho em 2011, inaugurada a 5 de Maio desse ano, data do centenário do seu nascimento, bem como à Casa da Cultura José Marmelo e Silva, no Paul, Covilhã, inaugurada a 22 de Outubro de 2011.
Publicou uma dezena de livros desde 1932, com várias edições refundidas.

## Obras
- O Homem que Abjurou a Sociedade - Crónicas do Amor e do Tempo, 1932 (Renegado)
- Sedução, 1937
- Depoimento, 1939
- O Sonho e a Aventura, 1943
- Adolescente, 1948 - Adolescente Agrilhoado, 2ª edição acrescentada, 1958
- O Ser e o Ter seguido de Anquilose, 1968 - a primeira versão de O Ser e o Ter é O Conto de João Baião - edição única.
- Anquilose, 1971
- O Ser e o Ter, 1973
- Desnudez Uivante, 1983
- Obra completa de José Marmelo e Silva, Coordenação e prefácio de Maria de Fátima Marinho - Texto introdutórios de Arnaldo saraiva, Celina Silva, Maria Alzira Seixo, Maria Manuela Morais Silva, Pedro Eiras,   Rosa Maria Martelo 2002
- SEDUÇÃO E OUTRAS FICÇÕES  [OBRA COMPLETA] , 2016

## Dossiês
- Dossier José Marmelo e Silva (org.:Maria da Glória Padrão) Letras & Letras, 5 de Março de 1989, p.p. 7-14.
- Homenagem a José Marmelo e Silva (org.:Serafim Ferreira), O Diário, 23 de Março de 1987, pp. 3–7.
- Marmelo e Silva, esse Desconhecido (org.:Pedro Alvim),Diário de Lisboa, 25 de Outubro de 1989, pp. 17–20.
- "José Marmelo e Silva" (org.:Fernando Paulouro Neves),Jornal do Fundão 20 de Outubro de 2011, pp. 21–28